# حزب الإصلاح (موريتانيا)
حزب الإصلاح هو حزب سياسي في موريتانيا بقيادة سيدنا ولد محمد.

## التاريخ
انضم الحزب إلى التحالف المؤيد للرئيس محمد ولد عبد العزيز في مارس 2011. فاز بمقعد واحد في الانتخابات البرلمانية 2013.